# 静电放电

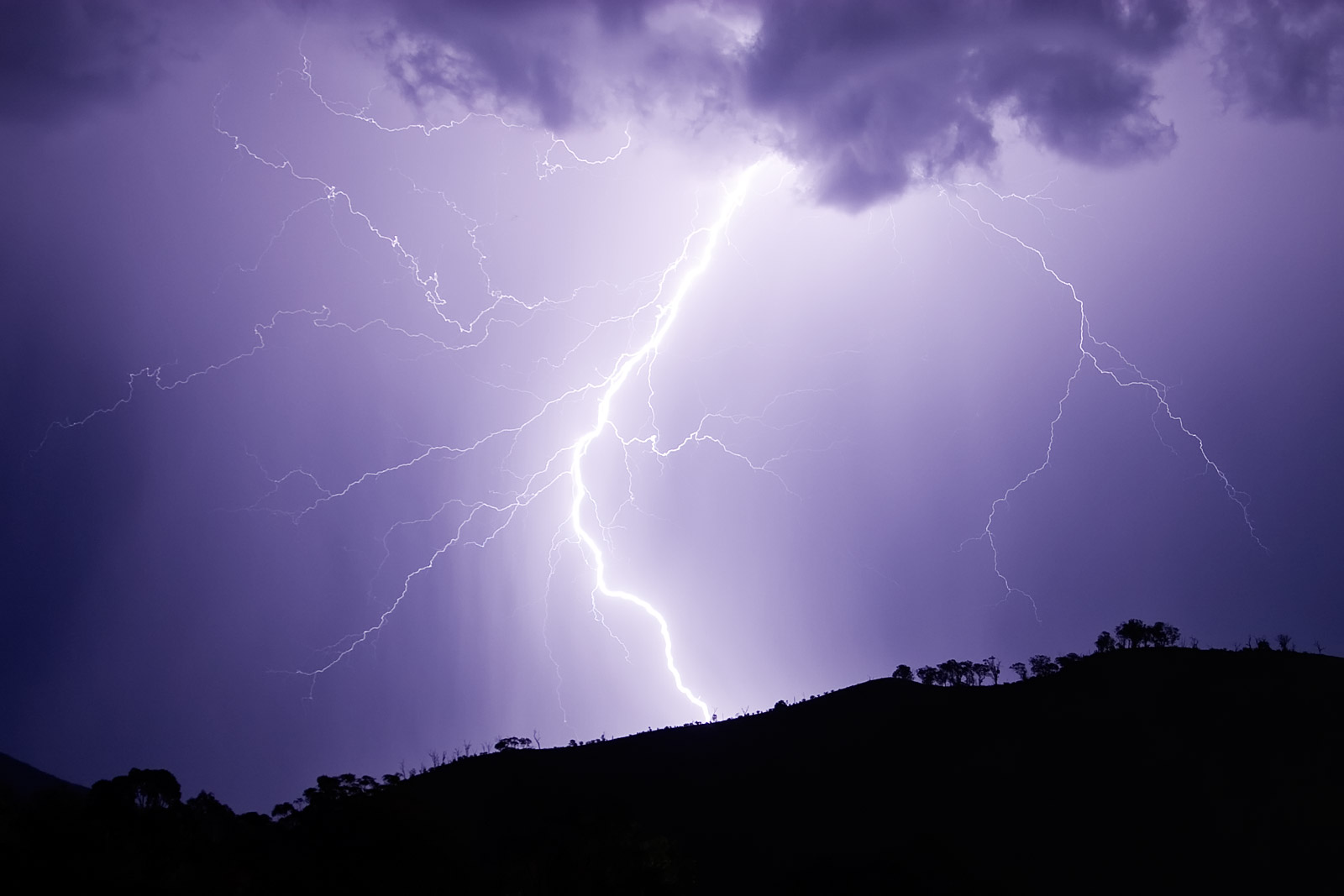
閃電是靜電放電的其中一個例子

靜電放電（electrostatic discharge，ESD）是指在某一絕緣介質的两面分别出現正電荷和負電荷，並且逐漸累積時，這時加於该絕緣介質上的電壓也會同時增加，當該電壓高於一定程度（擊穿電壓）後，這時絕緣介質會發生電擊穿，繼而使得一部分絕緣介質變為導體，使電流能夠通過。在電流通過絕緣介質後，絕緣介質兩面的正負電荷便會消失，加於该絕緣介質的電壓也會回復到零，因此靜電放電只會在一段短時間之內出現。
造成靜電放電的電荷通常來自摩擦起電、靜電感應等。
靜電放電可以產生大小不等、或引人注目的電火花（閃電以及伴隨的雷聲，則是大規模的靜電放電事件），即使是看不見也聽不到的放電，仍有可能足以損壞敏感的電子設備。 
在空氣中產生電火花約需要大於 40 kV / cm 的電場強度，尤其是在雷擊中。 其他形式的靜電放電包括鋒利電極產生的电晕放电和鈍電極產生的帚形放電。
靜電放電可能會在產業上造成重要的有害影響，例如氣體，燃料蒸氣和煤塵的爆炸，以及固態電子部件（例如集成電路）的故障。這些電子器件在承受高壓時可能會遭受永久性損壞。因此，相關產業與電子製造商會使用防止電荷累積的措施（例如避免帶高電荷的材料）和消除靜電的措施（例如接地的工人，提供防靜電設備以及控制濕度）來釋放靜電，建立無靜電的靜電保護區域。

## 静电放电模型
JEDEC标准定義了三种静电放电模型（ESD Model）以及对应的测试方法，分别是人體模型（Human Body Model，简称HBM），机器模型（Machine Model，简称MM），充电器件模型（Charged-Device Model，简称CDM）。
其中最广泛使用的是人体模型，以一个100pF的电容和一个1500歐姆的电阻进行静电放电测试。

## 外部連結
- (PDF). 靜電放電協會. 2013  [2019-11-20]. （原始内容 (pdf)存档于2022-01-22） （中文）.
- (PDF).
- .   [2011-01-05]. （原始内容存档于2021-01-24）.
- .   [2011-01-05]. （原始内容存档于2021-01-24）.